# Naomi Schiff
Naomi Schiff (Antuérpia, 18 de maio de 1994) é uma piloto profissional de automóveis belgo-ruandesa.
Schiff nasceu na Bélgica, filha de mãe ruandesa e pai belga. Ela cresceu na África do Sul, e atualmente reside no Reino Unido.
Schiff começou sua carreira em carro de fórmula aos 16 anos em 2010 na Southern African Formula Volkswagen. Aos 14 anos, ela representou a África do Sul no Campeonato Mundial de Karting por quatro anos consecutivos, de 2008 a 2011. Ela já correu no Campeonato Asiátio Clio Cup, no campeonato KTM GT4 X-Bow Battle, nas 24 Horas de Nürburgring. Schiff foi nomeada embaixadora da diversidade e inclusão da W Series em 2020.